# Arts and Humanities Citation Index
Els Arts & Humanities Citation Index (A&HCI), també coneguts com a Arts & Humanities Search, és un índex de cites, amb indexació de més de 1.700 revistes i publicacions d'humanitats, i dona cobertura a disciplines que inclouen les ciències socials i naturals. La part d'aquesta base de dades és derivada de dades de Current contents.
Segons Thomson Reuters, es pot accedir a l'Arts & Humanities Search via Dialog, DataStar, i OCLC, amb actualitzacions setmanals i històrics que arriben a 1980.